# Prays liophaea
Prays liophaea is een vlinder uit de familie Praydidae. De wetenschappelijke naam van de soort werd in 1927 gepubliceerd door Edward Meyrick.